# Monument historique

Logo Monument historique

Monument historique (pol. pomnik historii, zabytek historii) – zabytek sklasyfikowany jako szczególnie cenny dla narodowego dziedzictwa we Francji. Jest to forma ochrony zabytków, która może odnosić się do budynku, jego określonej części, zespołu budynków, ogrodu, mostu lub innych konstrukcji, ze względu na ich znaczenie architektoniczne i historyczne dla Francji. Ochrona ta może obejmować zabytki publiczne jak i prywatne, może też dotyczyć obiektów ruchomych. 

## Podział
Istnieją dwie kategorie ochrony: 
- Zabytek oznaczony mianem „classement au titre des monuments historiques” ma znaczenie krajowe
- Zabytek oznaczony mianem „inscription au titre des monuments historiques” ma znaczenie regionalne, dawniej zwanym „Inventaire Supplémentaire des Monuments Historiques” (ISMH)

Te dwa poziomy ochrony określane są po dokładnym badaniu historycznym przez prefekta w regionie lub przez Ministra Kultury na poziomie krajowym. Są one wspomagane przez radę komisji o Commission régionale du patrimoine et des sites.